# Glossaire du parler français au Canada

Le Glossaire du parler français au Canada (ou GPFC) est un glossaire dictionnairique publié en 1930 par la Société du parler français au Canada. Il s'agit du premier ouvrage descriptif général et exhaustif des particularités du français canadien oral, documentant à la fois la prononciation, l'étymologie des mots et leur sens. Il s'agit en ce sens de l'un de ouvrages fondateurs de la lexicographie québécoise.